# 箱崎出入口 (東京都)
箱崎出入口（はこざきでいりぐち）は、東京都中央区にある、首都高速道路6号向島線と9号深川線の出入口である。

## 概要
茅場橋（新大橋通り）と湊橋（箱崎湊橋通り）の間の日本橋川沿いの本線高架下に位置する。入口へは茅場橋側・湊橋側の両方からアプローチできるが、出口からは湊橋側にしか接続できない（新大橋通りと箱崎入口の間が一方通行のため）。
隣の浜町出入口・清洲橋出口と共に、6号向島線と9号深川線の分岐である箱崎JCTに併設された出入口の一つで、直接本線とは接続せず、箱崎JCT直下の箱崎ロータリーを介して接続している。そのため料金所・入口ランプ・出口ランプはそれぞれ1箇所しかないが、6号向島線両方向および9号深川線のいずれとも接続している。

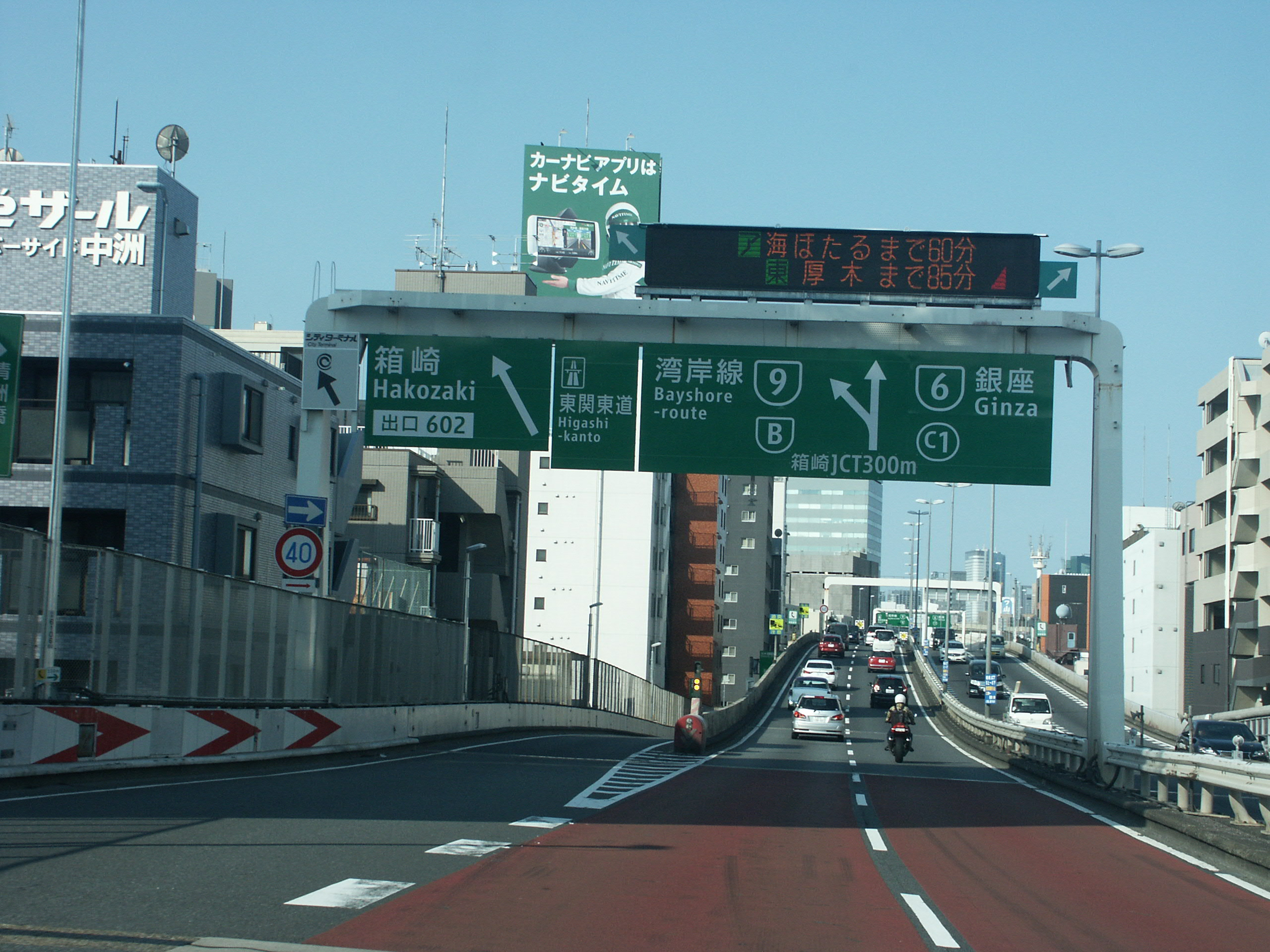
6号向島線上りからの出口表示
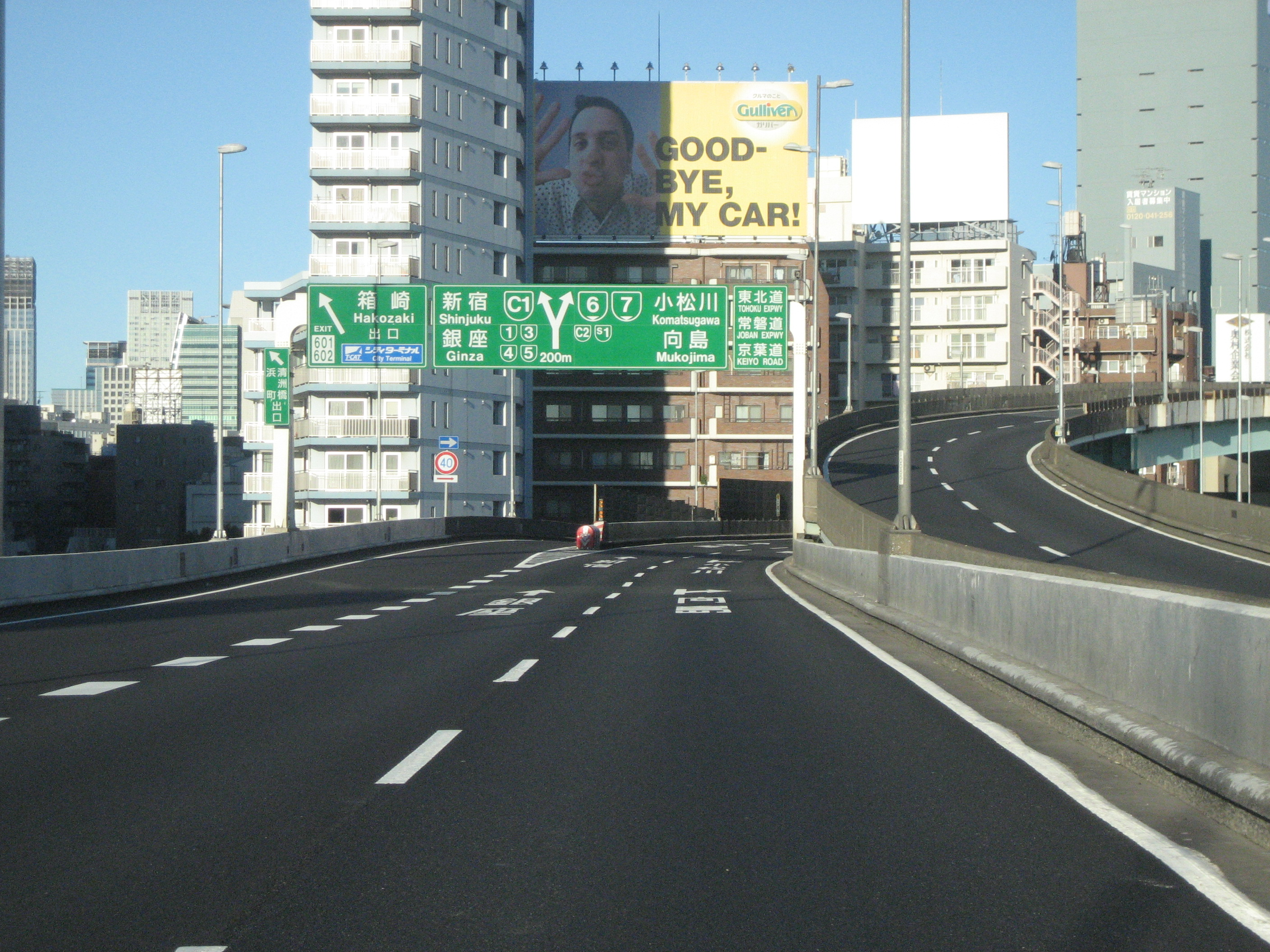
9号深川線上りからの出口表示

## 周辺
- 東京シティエアターミナル(T-CAT)
- 湊橋
- 水天宮
- 水天宮前駅（東京メトロ半蔵門線）
- 人形町駅（東京メトロ日比谷線、都営地下鉄浅草線）
- 茅場町駅（東京メトロ日比谷線・東京メトロ東西線）
- 花王本社
- 東京証券取引所
- 東京都道・千葉県道10号東京浦安線（永代通り） - 日本橋川を挟んで反対側

## 料金所
- レーン数：2
  - ETC・一般：2

## 隣
首都高速6号向島線
江戸橋JCT - 箱崎JCT/(601,602)箱崎出入口/(604)浜町出入口/(603)清洲橋出口/箱崎PA - 両国JCT - (605)駒形出入口
首都高速9号深川線
箱崎JCT/(601,602)箱崎出入口/(604)浜町出入口/(603)清洲橋出口/箱崎PA - (902)福住出入口